# Znamię (botanika)

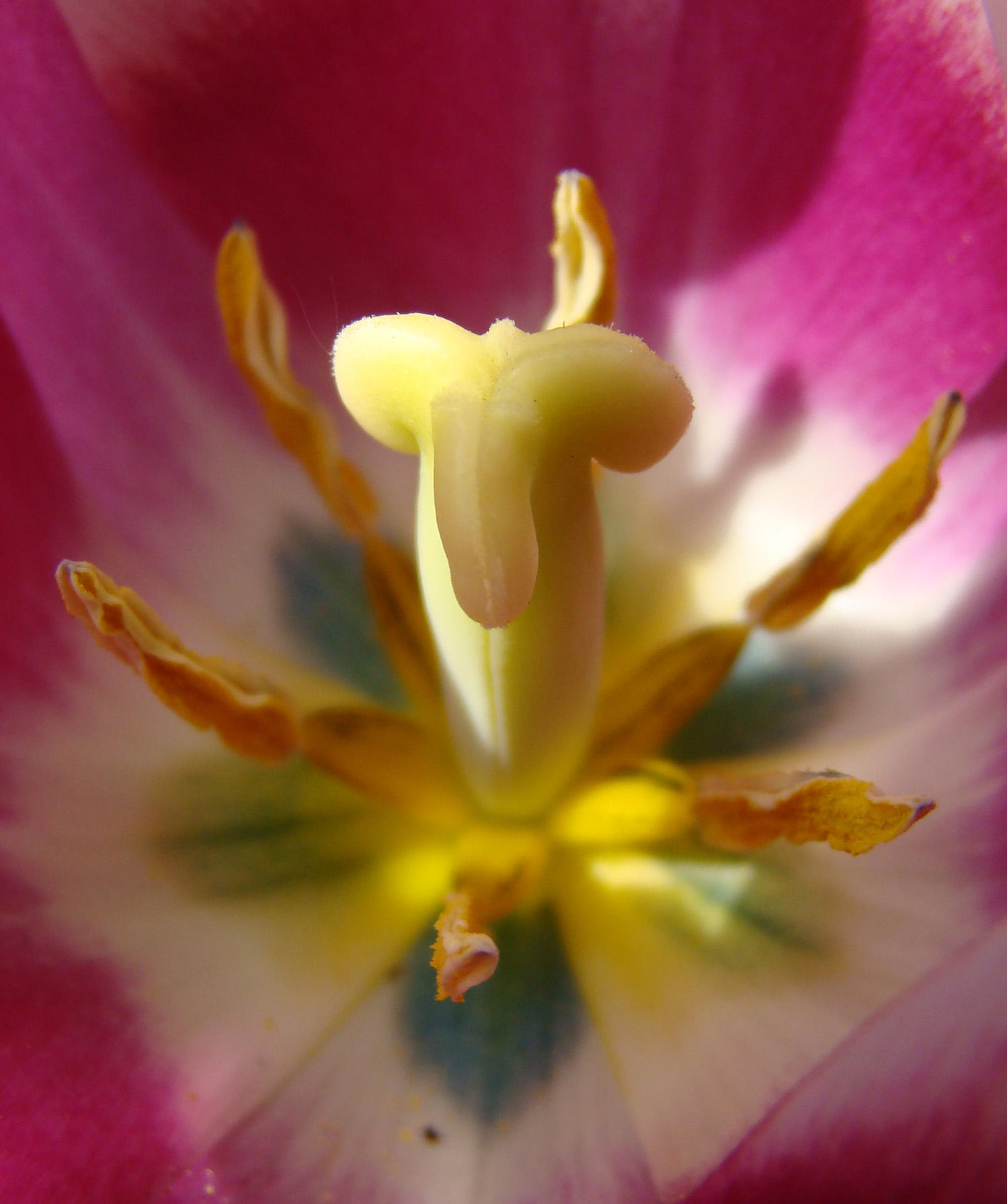
Trójdzielne znamię słupka tulipana

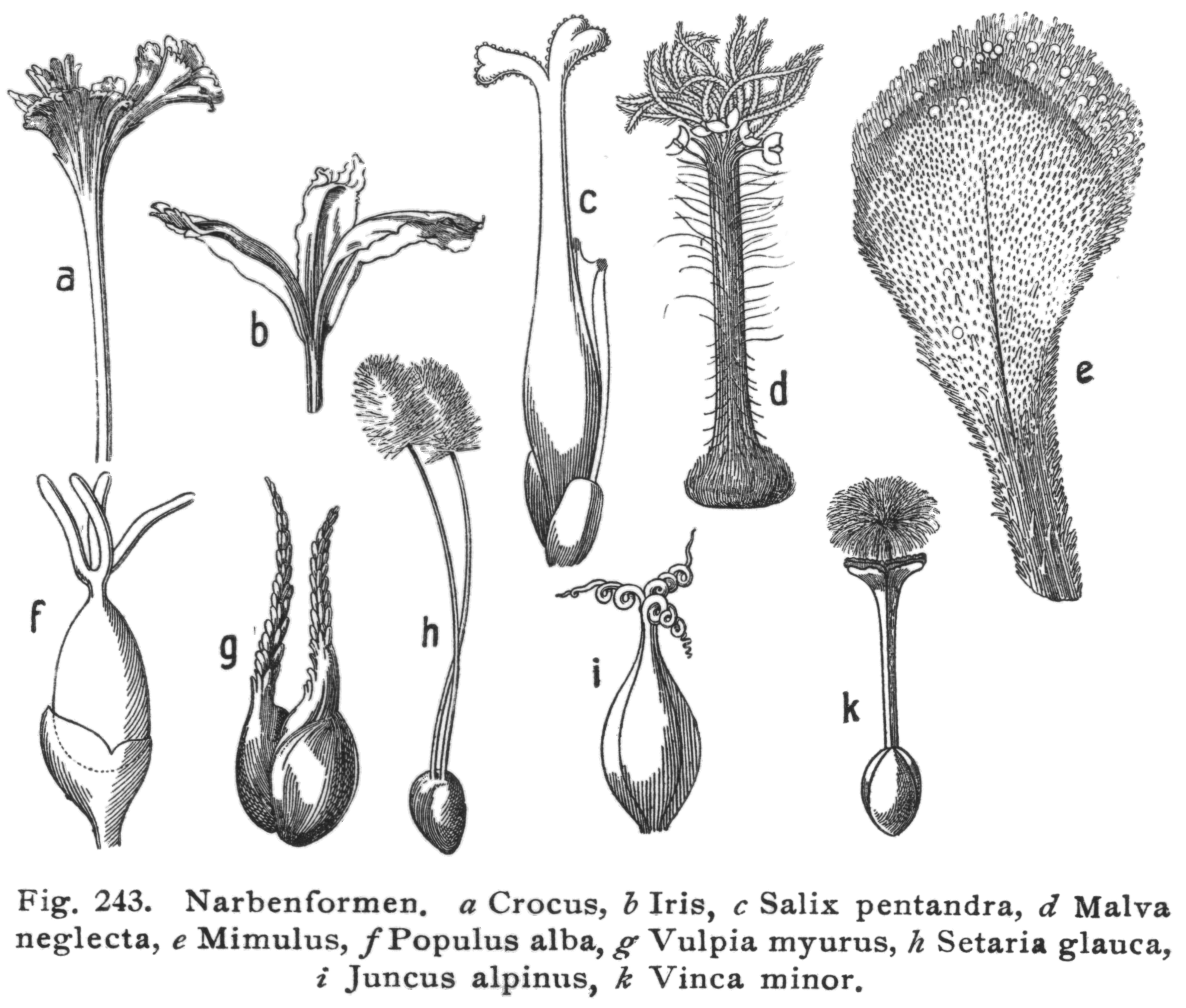
Znamiona u różnych gatunków roślin

Znamię (ang. stigma) – część słupka roślin okrytonasiennych przyjmująca ziarna pyłku w trakcie zapylenia (przed zapłodnieniem). Zazwyczaj znajduje się na szczycie szyjki słupka, gdy szyjki brak – wykształca się znamię siedzące. Liczba znamion w słupku jest różna u różnych gatunków i zwykle zależy od liczby owocolistków budujących słupek i stopnia ich zrośnięcia. 
Znamię zbudowane jest z tkanki zwanej transmisyjną (stygmatoidalną), która tworzy także połączenie z wnętrzem zalążni, ułatwiając przenikanie łagiewce pyłkowej przez szyjkę słupka. W prymitywnych owocolistkach znamieniem jest powierzchnia brzegów owocolistka. W bardziej wyspecjalizowanych organach znamię może być specyficznie uformowane w zależności od budowy słupka i biologii zapylania danego gatunku. Rośliny wiatropylne mają znamię w postaci pędzelków (np. pokrzywa), piórek (np. trawy) lub są nitkowato wydłużone (np. leszczyna). Rośliny owadopylne mają znamiona pokryte brodawkami lub włoskami, wykształcone w postaci listka znamieniowego (np. szafran), o kształcie miseczkowatym, kulistym lub języczkowatym. Odpowiedni kształt znamienia i różnego rodzaju włoski oraz brodawki umożliwiają zatrzymanie i umieszczenie ziaren pyłku na znamieniu. 
Owłosione znamiona zwykle są suche, podczas gdy znamiona gładkie powleczone są lepką wydzieliną. Wydzielana jest ona przez epidermę gruczołowatą pokrywającą znamię, czasem dodatkowo opatrzoną brodawkami lub włoskami. U niektórych gatunków tkanka wydzielnicza znajduje się pod epidermą. W takim przypadku wydzieliny gromadzą się najpierw w przestworach międzykomórkowych, a następnie wydostają się na zewnątrz przez luźno ułożone komórki skórki i pęknięcia w obrębie kutykuli. 
Wydzieliny występują na znamieniu zwykle bardzo obficie, chroniąc znamię przed wyschnięciem, utrzymując warstewkę wody koniecznej do skiełkowania pyłku, nie służą natomiast do wabienia owadów. Wydzielina obecna na znamieniu, podobnie jak włoski i brodawki, ułatwia zatrzymywanie pyłku oraz jego utrzymywanie się na powierzchni znamienia, a ponadto odgrywa istotną rolę w selektywnym kiełkowaniu ziaren pyłku. Zawiera substancje hormonalne inicjujące jego kiełkowanie oraz wzrost łagiewki pyłkowej. Wydzielinę stanowi mieszanina lipidów, związków fenolowych, glikozydów, antocyjanów, enzymów i kwasów aminowych. 
U części rodzajów z rodziny poleńcowatych Monimiaceae wykształca się tzw. hiperstigma. Są to przekształcone listki okwiatu zakrywające okienko prowadzące do wnętrza kwiatu (rodzaje Wilkiea i Tambourissa) lub tworzące pierścień wokół niego (Hennecartia), na których zatrzymują się ziarna pyłku i tworzą łagiewkę, która przez okienko wrasta do beczułkowatego dna kwiatowego (hypancjum) i tam dopiero dociera do właściwych znamion słupków.